# Doľany (okres Pezinok)
Doľany jsou obec na Slovensku v okrese Pezinok.
Nacházejí se na úpatí Malých Karpat mezi Modrou a Smolenicemi. Na jihozápadě sousedí s obcí Častá, na jihu se Štefanovou, na východě s Dlhou a na severovýchodě s Dolnými Orešany. Žije zde přibližně 1 100 obyvatel.
Doľany jsou známé poutní místo. Jejich původní název zněl Ottenthal čili Ottovo údolí. Byly tak prý pojmenovány podle císaře Oty II. Tento německý název byl časem zkomolen na Ompitál, jak se vesnice jmenovala až do roku 1948. Jedná se o vinařskou obec. 

## Historie
První písemná zmínka o obci, tehdy ještě zvané Ottenthal (Ompitál), pochází z roku 1390. Vesnice tehdy patřila k panství Červený Kameň.

Počátkem 17. století přiznal Doľanům císař Ferdinand II. jako uherský král privilegium pořádat trhy a udělil jim obecní pečeť se sv. Leonardem, jenž drží v rukou dva vinné hrozny.

V roce 1948 byl Ompitál přejmenován na Doľany.

## Památky
- Na kopci nad vsí je kalvárie, která končí na vrcholu u kostelíka sv. Leonarda z roku 1360. Je zajímavý tím, že má část skrytou v jeskyni. Vždy šestou neděli po Velikonocích se zde koná pouť.
- Městská věž z roku 1598 postavená na kamenném přemostění potoka.
- V obci je též římskokatolický kostel sv. Kateřiny ze 14. století a kapličky sv. Floriána, sv. Anny a sv. Šebestiána z roku 1708.

## Významné osobnosti
- Juraj Fándly, slovenský obrozenecký spisovatel, římskokatolický kněz a vůdčí osobnost bernolákovského hnutí, strávil mládí a podzim života v Doľanech, kde také zemřel.
- Juraj Palkovič, slovenský římskokatolický duchovní, překladatel a významný představitel bernolákovského hnutí žil v mládí v Doľanech.